# 심경원
심경원(沈京原, 1969년 ~ )은 대한민국의 의사이며, 이화여자대학교 의과대학 부속 서울병원의 가정의학과 전문의이다.

## 방송 출연
- SBS 《모닝와이드》 - 인터뷰 출연
- SBS 《좋은 아침》 - 자문의 패널
- KBS1 《아침마당》 - 패널
- KBS2 《굿모닝 대한민국》 - 자문의 패널
- KBS2 《여유만만》 - 자문의 패널
- KBS2 《그녀들의 여유만만》 - 자문의 패널
- KBS2 《2TV 생생정보》 - 인터뷰 출연
- MBC 《생방송 오늘아침》 - 인터뷰 출연
- MBC 《생방송 오늘저녁》 - 인터뷰 출연
- MBC 《기분 좋은 날》 - 자문의 패널
- MBC 《최강백세》 - 자문의 패널
- JTBC 《TV정보쇼 알짜왕》 - 자문의 패널
- JTBC 《최고의 처방 미라클 푸드》 - 자문의 패널
- JTBC 《닥터들의 썰왕썰래》 - 자문의 패널
- JTBC 《체인지》 - 자문의 패널
- TV조선 《팡팡터지는 정보쇼 알맹이》 - 인터뷰 출연
- TV조선 《백세누리쇼》 - 자문의 패널
- MBN 《엄지의 제왕》 - 자문의 패널
- MBN 《고수의 비법 황금알》 - 자문의 패널